# Timba
Timba är en kubansk musikgenre, vilken kommer från kubansk folkmusik och salsa.
Timba böjade utvecklas i slutet av på 1980-talet och fick stor populaitet från mitten av 1990-talet efter blan andra gruppen Charanga Habaneras album  Me sube la fiebre från 1996 och sedan den tagits upp av Los Van Van. 
Ett svenskt timbaband är Calle Real.